# Trofoblast

Blastocysta z trofoblastem

Trofoblast (gr. trophḗ ‘pokarm’, blastós ‘zarodek’) – warstwa zewnętrznych komórek blastocysty ssaków, wyodrębniająca się po kompakcji z blastomerów zewnętrznych. Po jego wewnętrznej stronie znajduje się węzeł zarodkowy, powstający z blastomerów wewnętrznych.
Trofoblast szybko traci swoją totipotencję, stając się pierwszą wyspecjalizowaną tkanką w organizmie. Po przedostaniu się do macicy uczestniczy w zagnieżdżeniu się zarodka w endometrium i tworzeniu łożyska (oraz transporcie przez nie składników odżywczych). W tym momencie rozdziela się on na dwie warstwy:
- cytotrofoblast[1][2] (położony wewnętrznie) – produkuje hormony łożyskowe (m.in. gonadotropinę kosmówkową, stymulującą aktywność ciałka żółtego)[2];
- syncytiotrofoblast[1][2] (położony zewnętrznie, przylegający do doczesnej macicy) – jego komórki zlewają się, tworząc syncytium pośredniczące w transporcie składników odżywczych do zarodka i ich trawieniu[2].

W toku dalszej embriogenezy trofoblast przekształca się w kosmówkę.
Termin trofoblast został wprowadzony w 1888 r przez Ambrosiusa Hubrechta.